# نهر الأورال
نهر الأُورال (بالروسية: Урал، وتنطق Urál، سابقًا: Яик، وتنطق: يايك، بالقزخية: Жайық، وتنطق: Zhayyq) هو النهر الذي يفصل بين قارة آسيا وأوروبا، ويمر بروسيا وكازاخستان. وينبع من جنوب جبال الأورال ويصب في بحر قزوين، ويبلغ طوله 2428 كم، وتبلغ مساحة حوضه 220 ألف كم مربع، وينبع من السفوح الجنوبية لجبال الأورال، ويتجه نحو الجنوب وعند مدينة أورسك يتجه نحو الغرب عبر منطقة مدينة شكالوف حتى يبلغ مدينة أورال، ويتجه نحو الجنوب ليدخل جمهورية كازاخستان لينتهي في ساحلها المشرف على شمال بحر قزوين.